# Тит Помпоний Антистиан Фунизулан Веттониан
Тит Помпоний Антистиан Фунизулан Веттониан (лат. Titus Pomponius Antistianus Fusinulanus Vettonianus) — римский политический деятель первой половины II века.
По всей видимости, его родиной была провинция Тарраконская Испания. Отцом Веттониана, по всей видимости, был консул-суффект 100 года Тит Помпоний Мамиллиан. В 117—120 годах он занимал должность легата пропретора провинции Ликия и Памфилия. В 121 году Веттониан находился на посту консула-суффекта вместе с Луцием Помпонием Сильваном. Дальнейшая его биография не известна.